# Дружный (Нижегородская область)

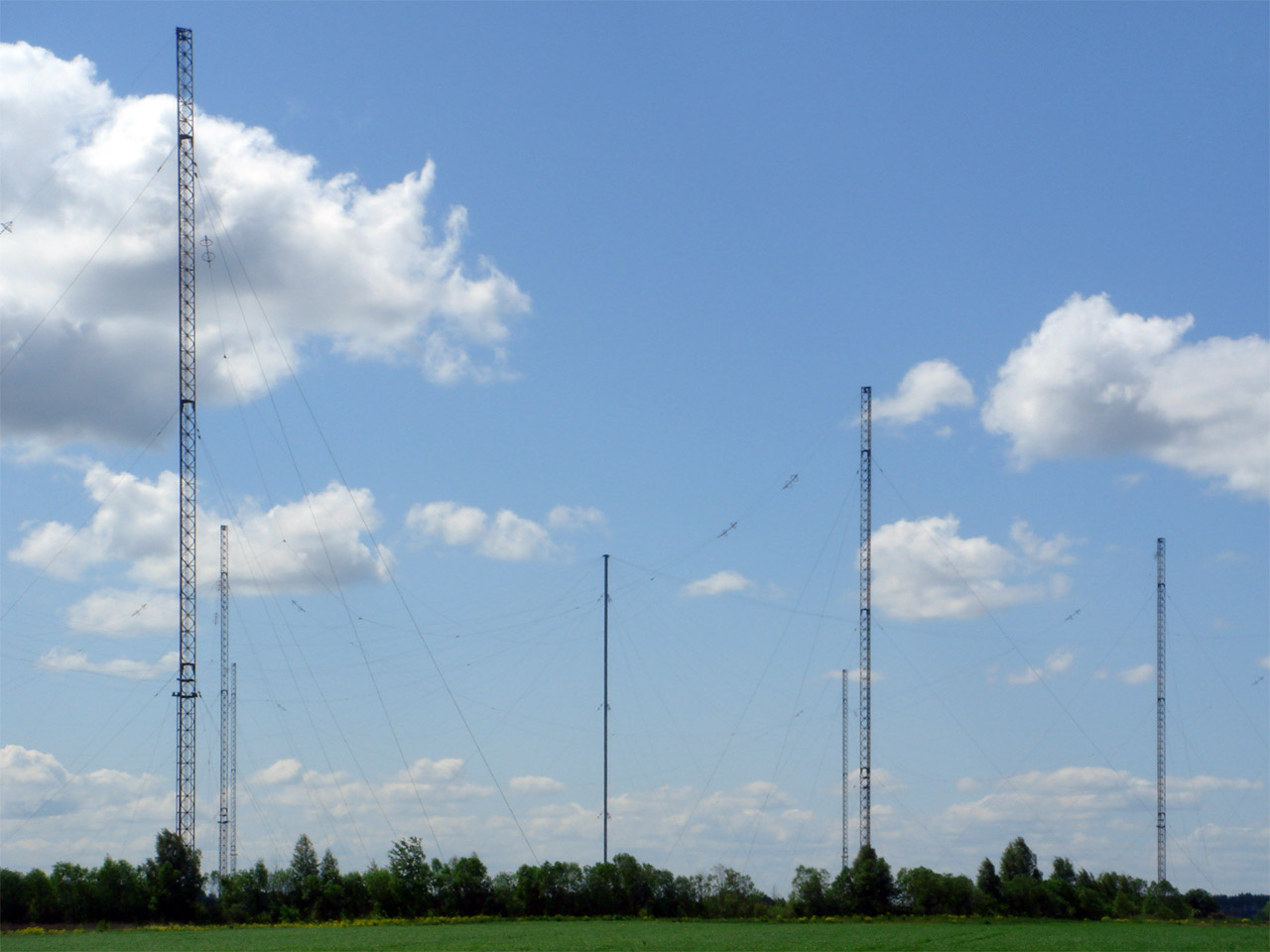
Мачты радиостанции «Голиаф»

Дру́жный — посёлок в Кстовском районе Нижегородской области. Входит в состав Ближнеборисовского сельсовета.
Расположен на трассе Р158 Нижний Новгород — Саратов.

## История
Был основан как поселение для военнослужащих военной части № 36026, обслуживающих радиостанцию «Голиаф». 15 мая 1961 года решением исполкома Горьковского облсовета получил статус посёлка.

## Население
| 2002 | 2010  |
| ---- | ----- |
| 2186 | ↗2229 |

## Инфраструктура
В посёлке функционирует ФКУ «Следственный изолятор № 2 Главного управления Федеральной службы исполнения наказаний по Нижегородской области».

## Известные жители и уроженцы
- Белов, Анатолий Сергеевич (род. 1938) — Герой Социалистического Труда[5].